# جیمز سامرویل
جیمز سامرویل (انگلیسی: James Somerville; ۱۷ ژوئیهٔ ۱۸۸۲ – ۱۹ مارس ۱۹۴۹) ادمیرال نیروی دریایی پادشاهی بریتانیا در ناوگان بود. او در جنگ جهانی اول به عنوان افسر بی‌سیم ناوگان برای ناوگان مدیترانه خدمت کرد و در آنجا در پشتیبانی دریایی از نبرد گالیپولی مشارکت داشت. او همچنین در جنگ جهانی دوم به عنوان فرمانده نیروی تازه تأسیس اچ خدمت کرد: پس از آتش‌بس فرانسه با آلمان، وینستون چرچیل به سامرویل و نیروی اچ وظیفه خنثی‌سازی عنصر اصلی ناوگان جنگی فرانسه را که در آن زمان در مرس الکبیر در الجزایر بود، داد. سامرویل پس از نابودی ناوگان جنگی فرانسه، نقش مهمی در تعقیب و غرق کردن کشتی جنگی آلمانی بیسمارک ایفا کرد.
سامرویل بعداً فرمانده کل ناوگان شرقی شد. در آوریل ۱۹۴۲، حمله قدرتمند ادمیرال چوئیچی ناگومو به اقیانوس هند، خسارات سنگینی به ناوگان او وارد کرد. با این حال، در بهار ۱۹۴۴، با تقویت نیروها، سامرویل توانست در یک سری حملات هوایی تهاجمی در هند شرقی هلند که توسط ژاپن اشغال شده بود، به حالت تهاجمی برود. او بقیه جنگ را به عنوان مسئول هیئت دریایی بریتانیا در واشنگتن دی سی گذراند.